# (20390) 1998 KK55
A (20390) 1998 KK55 a Naprendszer kisbolygóövében található aszteroida. A LINEAR projekt keretében fedezték fel 1998. május 23-án.